# Epacris serpyllifolia
Espèce
Classification phylogénétique
Epacris serpyllifolia est une espèce de plantes à fleurs du genre Epacris et de la famille des Ericaceae.

## Description
Epacris serpyllifolia pousse comme un petit buisson ligneux d'environ 0.3 à 1,2 mètre de hauteur. Les branches sont raides et glabres, tandis que les rameaux sont pubescents.
Les feuilles sont de couleur vert brillant et les feuilles plus récentes sont généralement rougeâtres. Les feuilles atteignent environ 5 millimètres de longueur et sont de forme ovale, mais plutôt aiguë et mucronée. Elles sont généralement plates, mais parfois peuvent être légèrement concaves.
Les fleurs se rencontrent principalement entre le printemps et le début de l'été. Elles se forment dans les aisselles supérieures, caractéristiquement solitaires, mais sont serrées ensemble sur les aisselles. De couleur blanche, elles mesurent de 1 cm à 1,5 centimètre. Elles sont étroites et tubulaires. Les bractées et les sépales sont plutôt larges, aigus, souvent de couleur sable. La corolle tubulaire est constituée de 5 pétales. La corolle dépasse à peine le calice, car les lobes sont plus courts que le tube. Les anthères et le style protulent parfois partiellement à l'extérieur du tube de la corolle. Le fruit est une capsule de papier.
Epacris serpyllifolia est souvent confondu avec Archeria comberi.

## Distribution
Epacris serpyllifolia est répandu dans toute la Tasmanie. Il est  répandu à des altitudes au-dessus de 900 m. En Tasmanie, sa population est concentrée dans le sud-ouest de l'état, les hauts plateaux du centre et dans le nord-est autour du parc national de Ben Lomond. On peut également le trouver dans les états de Victoria et de Nouvelle-Galles du Sud, dans le parc national du Kosciuszko.
L'espèce pousse dans des habitats très variés, y compris des types de sols tolérants, fertiles, limoneux ou mal drainés. Epacris serpyllifolia est présent dans des sites fortement exposés au soleil, au vent, à la neige et à la pluie. Il se régénère après des feux de végétation par les graines ou par repousse.

## Culture
L'espèce peut être cultivée, cependant elle n'est pas souvent vue en culture, car cela est difficile à partir des graines. Les graines peuvent être récoltées lorsque la capsule inférieure de la tige est ouverte, puis les capsules plus hautes sur la tige sont prêtes. Le temps de germination est de 10 à 20 semaines. La propagation peut être réalisée en utilisant des boutures provenant de la croissance ferme de la saison actuelle.

## Source de la traduction
- (en) Cet article est partiellement ou en totalité issu de l’article de Wikipédia en anglais intitulé « Epacris serpyllifolia » (voir la liste des auteurs).